# Bluszczów

Nieoficjalny herb wsi Bluszczów

Bluszczów (niem. Bluschau) – wieś w Polsce położona w województwie śląskim, w powiecie wodzisławskim, w gminie Gorzyce.

## Historia
Nazwa wywodzi się od polskiego słowa bluszcz, nazwy określającej  roślinę z rodziny araliowatych (Araliaceae Juss.). Nawiązanie do rośliny znajduje się w herbie miejscowości.
W alfabetycznym spisie miejscowości na terenie Śląska wydanym w 1830 roku we Wrocławiu przez Johanna Knie wieś występuje pod polską nazwą Blusczowe oraz nazwą zgermanizowaną Bluschczau.
Spis geograficzno-topograficzny miejscowości leżących w Prusach z 1835 roku, którego autorem jest J.E. Muller notuje polską nazwę Bluszczowe oraz niemiecką Bluschczau.

## Geografia
Średniej wielkości miejscowość położona na skraju doliny nadodrzańskiej, w zachodniej części gminy Gorzyce. Pierwsze wzmianki na temat Bluszczowa pochodzą z 1239 roku.

## Obecnie
Znajdują się w niej: szkoła podstawowa, ochotnicza straż pożarna oraz sklepy z artykułami spożywczymi i przemysłowymi.

## Zabytki
W Bluszczowie znajduje się barokowa figura Św. Jana Nepomucena, a także dwie kaplice: Ave Maria i Kapliczka z Kamienia.

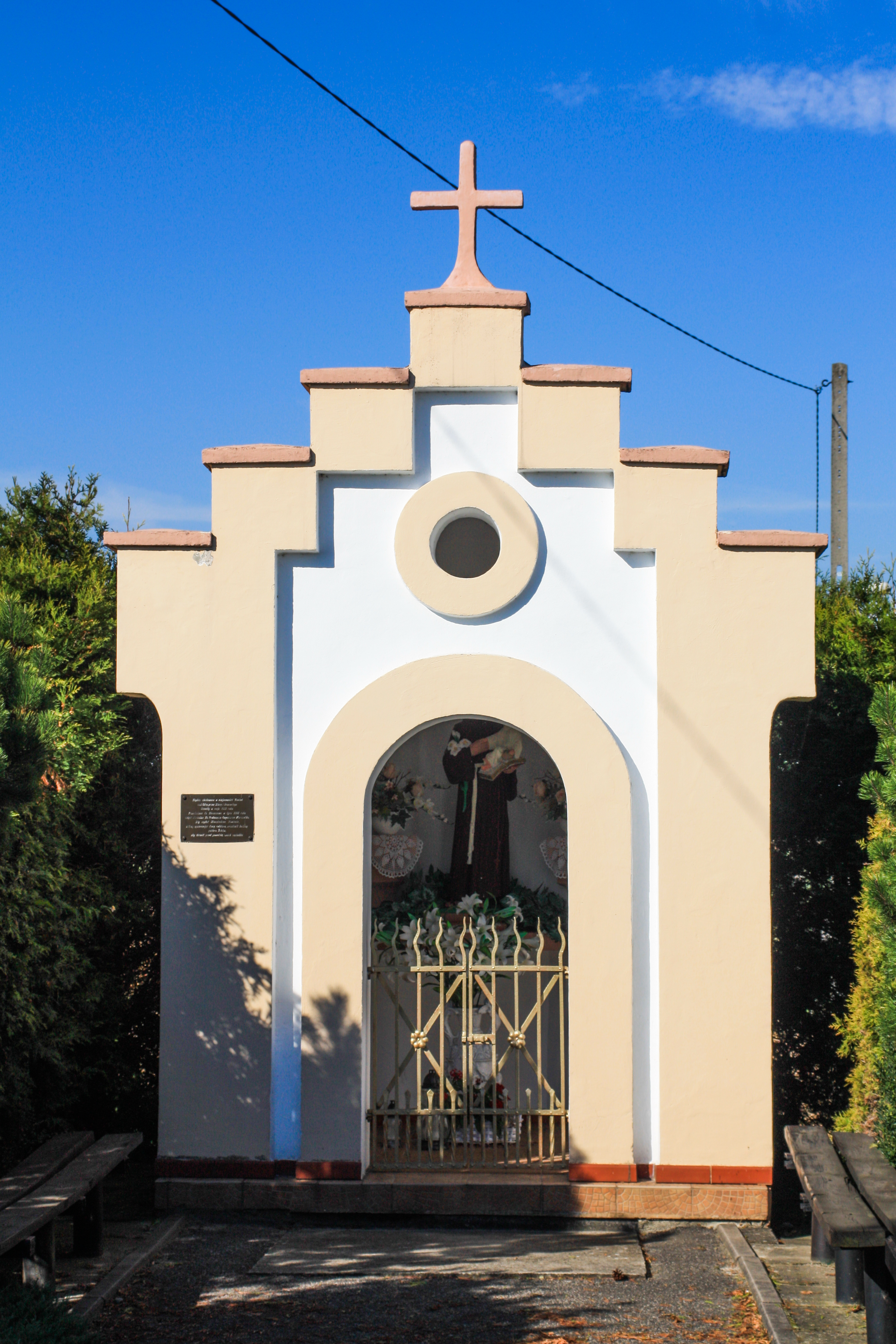
Kaplica
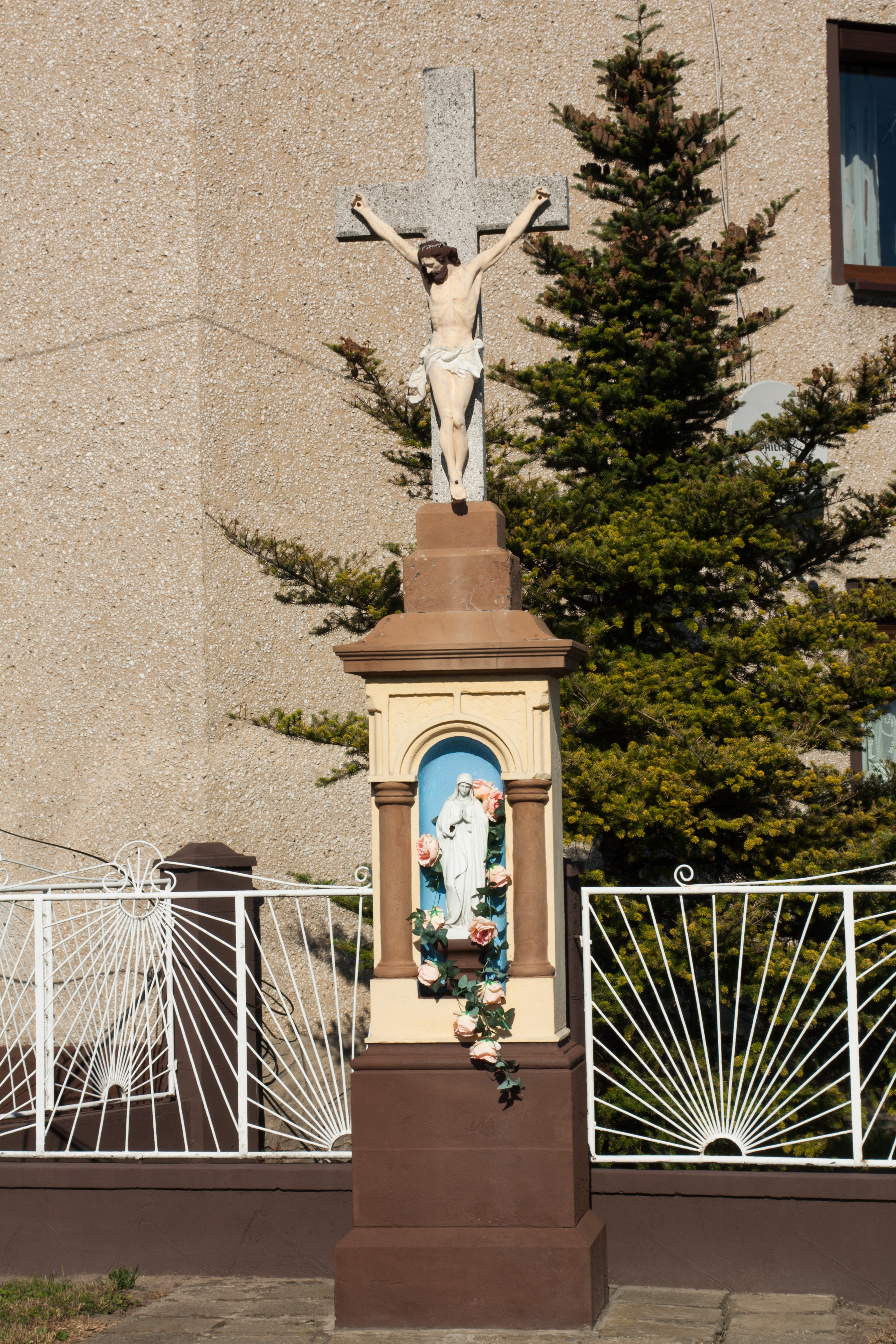
Kzyż przydrożny
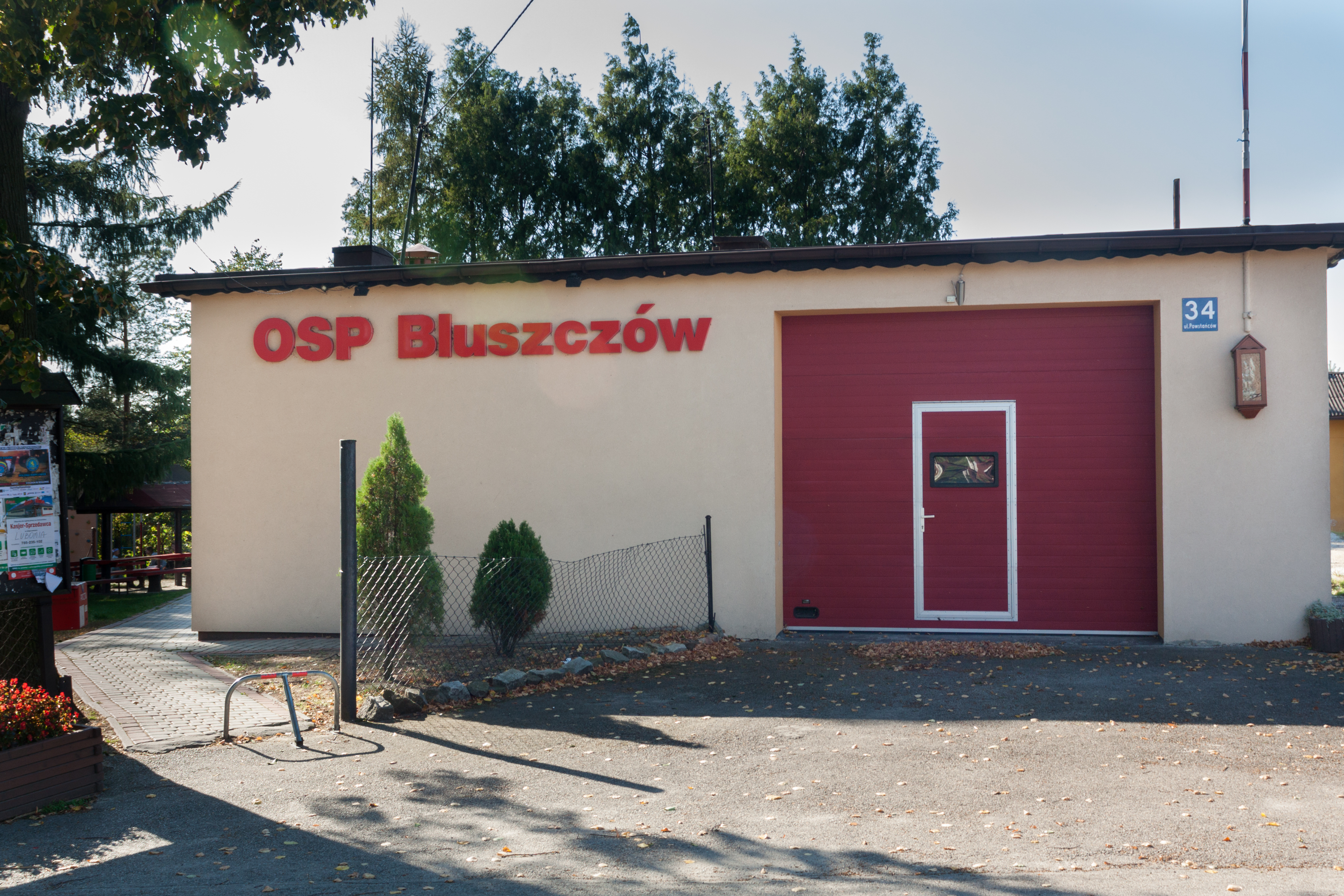
Straż pożarna